# Prószków
Prószków este un oraș în Polonia.